# Nizki

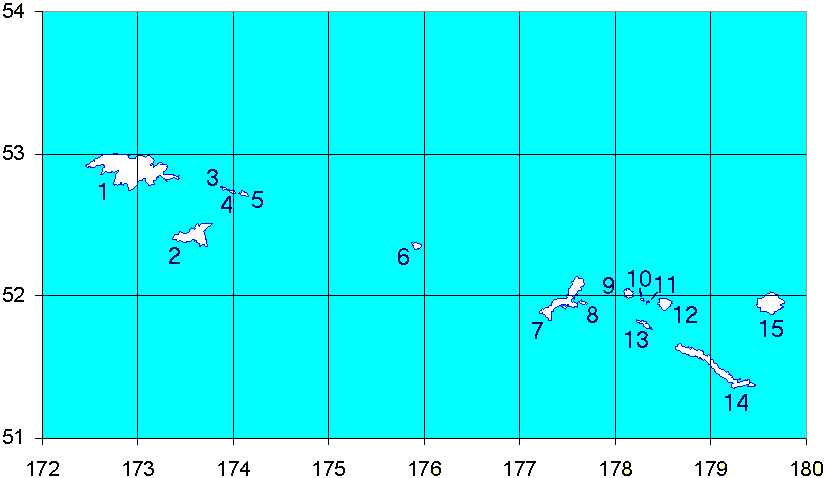
Mappa delle Isole Near. Con il numero 4 è indicata l'isola di Nizki.

Nizki (Avayax̂ in aleutino) è un'isola disabitata amministrativamente controllata dallo Stato dell'Alaska (Stati Uniti). Si trova nel Mare di Bering, al centro del gruppo delle Isole Semichi, nell'arcipelago delle Aleutine.
Lunga poco meno di 5 km, Nizki periodicamente è collegata alla vicina isola di Alaid da una sottile striscia di sabbia. Si ritiene che il nome dell'isola derivi dalla parola russa nizkiy, che significa "basso", a indicare la ridotta altitudine massima raggiunta dal territorio di Nizki (appena 50 metri sul livello del mare). La costa dell'isola è estremamente frastagliata, con numerosi scogli.
Nel XIX secolo, i commercianti russi di pellame introdussero nella fauna locale alcuni esemplari di volpe artica, le quali decimarono alcune specie di volatili che nidificavano su Nizki. Nel 1976 l'ultima volpe fu portata via dall'isola e ciò ha consentito il ritorno in quest'area di alcune specie di uccelli, tra cui l'oca aleutina canadese, che si riteneva estinta.